# Run down
Il run down, chiamato anche rundown, run dun, fling-me-far e fling mi for è uno stufato tipico della cucina giamaicana e trinidadiana, che tipicamente è preparato con pesce (di solito pesce azzurro, in particolare sgombro, ma anche merluzzo, alosa, Red snapper o pesce spada), latte di cocco ristretto, yam, pomodoro, cipolla e spezie. Talora vengono aggiunti anche pesce sottaceto e cassava.
Il piatto viene tradizionalmente accompagnato da un contorno di banane verdi bollite.